# Gaston Sécot
Gaston Jules Louis Costé dit Gaston Sécot, né à Paris le 18 mai 1858 et mort dans le 18e arrondissement de Paris le 6 septembre 1901, est un chansonnier français.

## Biographie
Titulaire d'une licence en droit et fonctionnaire du ministère des Finances, il fit ses débuts comme chansonnier au cabaret de L'Âne rouge en octobre 1892 puis œuvra au sein du cabaret des Quat'z'Arts de François Trombert, et plus brièvement au Chat noir ainsi qu'au Chien noir,.
Il participa à la Vachalcade de 1896 en déclamant ses vers sur le char dédié au Sacré-Cœur réalisé par le peintre Louis Abel-Truchet et aux côtés de Marcel Legay.